# Dornier Do 31
El Dornier Do 31 fue un avión de transporte VTOL experimental fabricado en Alemania por la compañía Dornier. El Do 31 fue diseñado para satisfacer la especificación de BMR-4 de la OTAN de un avión de apoyo táctico para el cazabombardero VTOL EWR VJ 101 diseñado bajo el contrato BMR-3 de la OTAN. El proyecto fue cancelado en 1970 debido a los altos costes, problemas técnicos y un cambio en los requisitos.

## Diseño y desarrollo
A principios de los años 1960, la Luftwaffe estaba cada vez más preocupada porque sus aeródromos eran vulnerables a un ataque aéreo de las fuerzas del Bloque del Este e investigaba activamente la posibilidad de dispersión de las operaciones, lo que incluía volar desde las autopistas Autobahn, pero para ello necesitaban aeronaves con capacidad de despegue corto y aterrizaje vertical (STOVL). Parte de estos ensayos fue el programa conocido como ZELL que se realizó con aviones F-104 Starfighter de la Luftwaffe que serían lanzados mediante cohetes desde rampas estáticas. Después los Starfighter serían recuperados en pistas cortas mediante cables de parada como los de los portaaviones. El Do 31 fue pensado para usar las mismas pistas cortas como bases de operación.

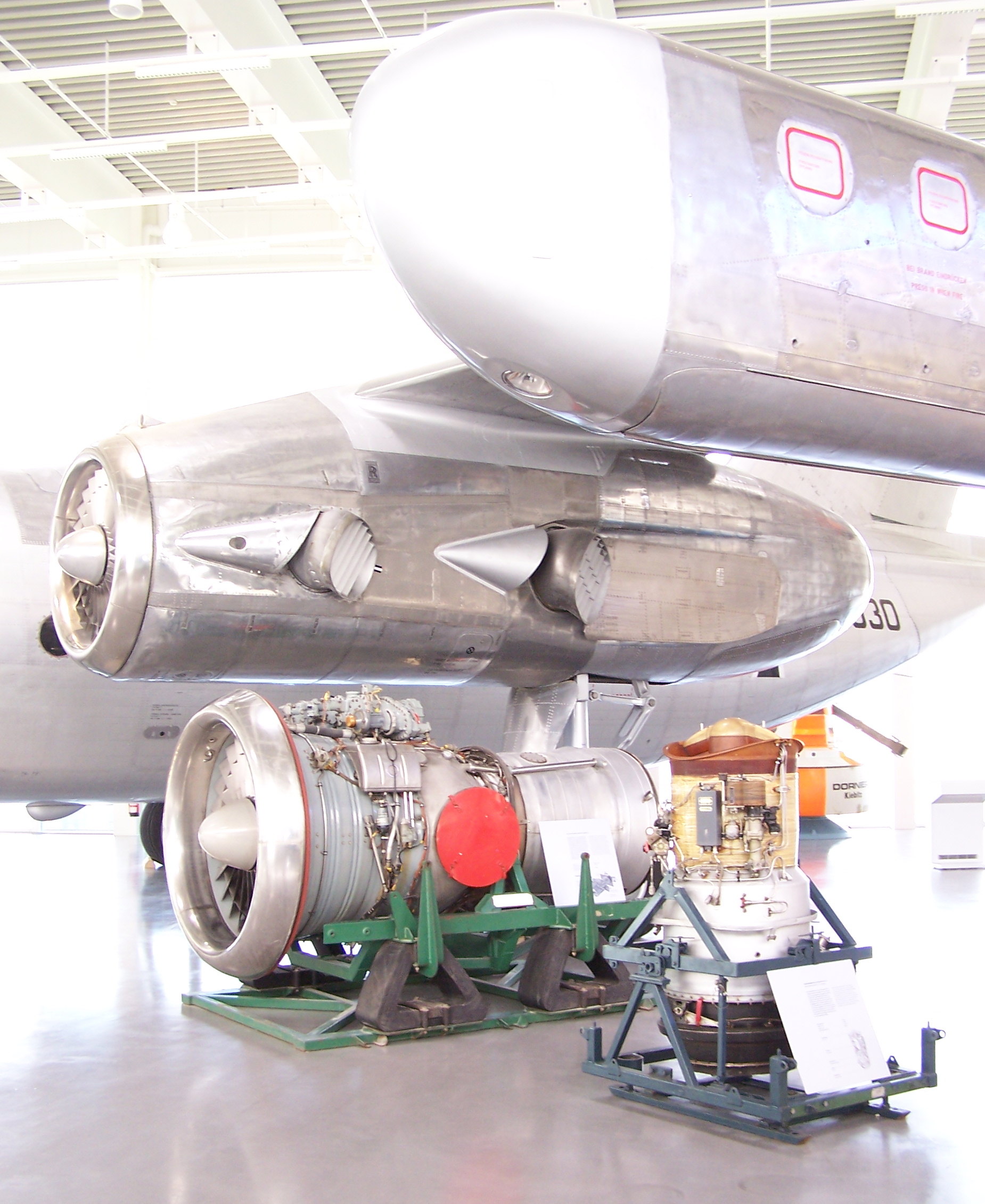
Motores del Do 31 junto al prototipo E1.

Los primeros diseños del Do 31 tenían hasta diez motores distribuidos en cuatro góndolas alares; en cada una de las góndolas subalares interiores incorporaron un turbofán de empuje vectorial Bristol Pegasus de cuatro toberas orientables, y cada una de las góndolas de las puntas alares contenía cuatro turborreactores de empuje vertical Rolls-Royce RB162 para elevación. Estaba previsto prescindir de las góndolas exteriores y de sus motores una vez que estuvieran disponibles los más potentes turbofáns RB153 (con 5.000 lbf de empuje aprox.). Al montar los motores en contenedores externos, el fuselaje podía proporcionar una bodega de gran capacidad con rampa de carga trasera.

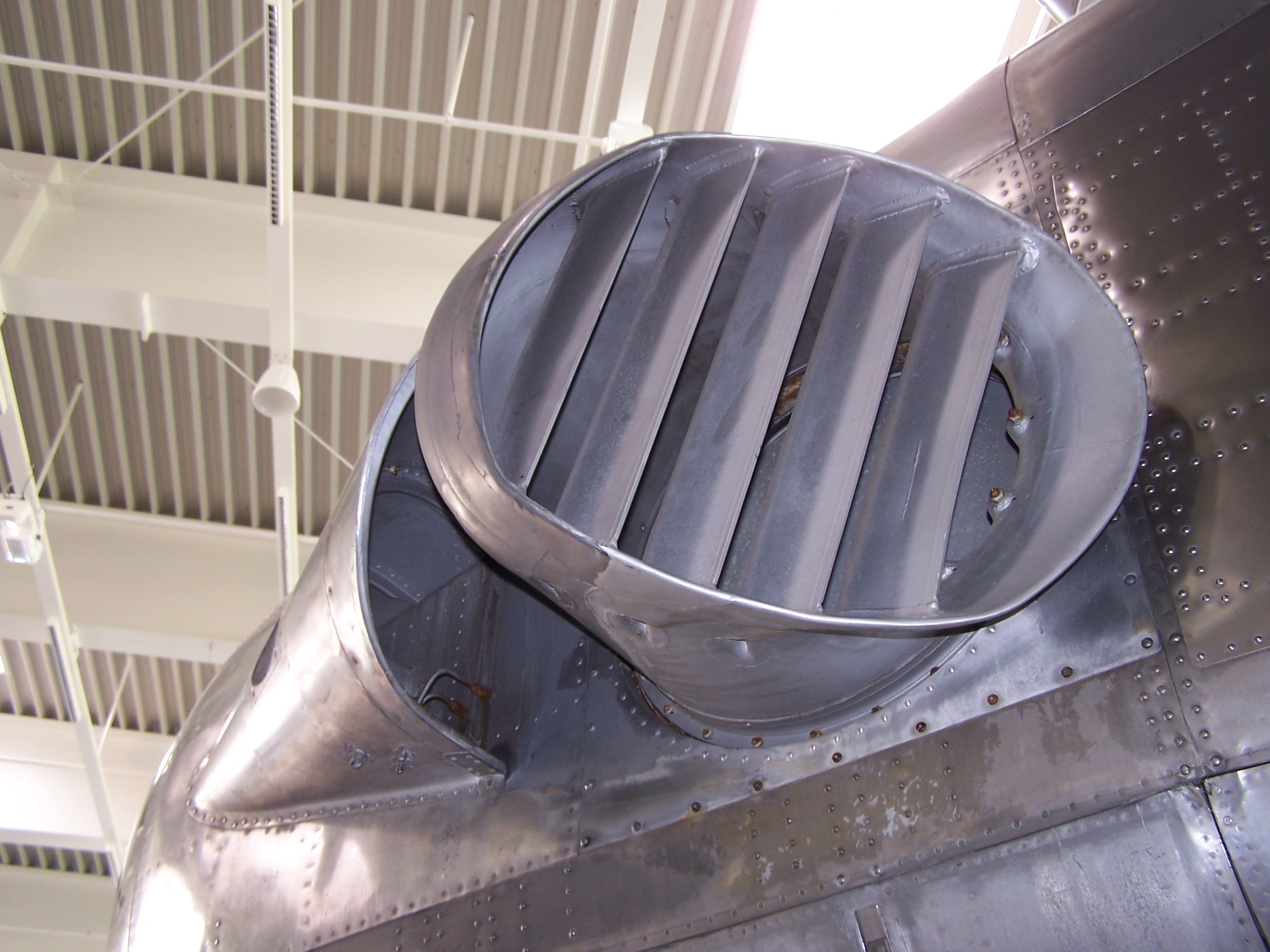
Una de las cuatro toberas orientables que tenía cada uno de los motores de empuje vectorial Pegasus.

Se fabricaron tres ejemplares de prueba, que recibieron los nombres de E1, E2 y E3 —la "E" indica Experimentell (Experimental)—. El E1 fue motorizado sólo con los motores Pegasus para ser probado en vuelo horizontal. El E2 era un ejemplar de pruebas estáticas, por lo que no podía volar. El E3 tenía instalados los motores de toberas orientables Pegasus y también los motores RB162 de sustentación, con el fin de probar el modo de vuelo vertical. El primer prototipo (E1) voló por primera vez el 10 de febrero de 1967 sólo con los dos motores Pegasus. El segundo prototipo (E3) voló con los diez motores en julio de 1967, pero el primer vuelo vertical tuvo lugar el 22 de noviembre de 1967. Las transiciones de vuelo hacia adelante y hacia atrás completas fueron en diciembre de 1967.
Los elevados costes, y las dificultades técnicas y logísticas hicieron que la Luftwaffe cesara los ensayos con aviones VTOL como el Do 31, el VJ 101 y el posterior VAK 191B y provocó la cancelación de esos proyectos y el uso de esas aeronaves fue limitado sólo a fines de investigación.
El Do 31 estableció varios récords mundiales de la Federación Aeronáutica Internacional (FAI) durante su vuelo en ferry al Paris Air Show de 1969. Fue el primer, y hasta ahora el único transporte de reacción de despegue vertical construido. El proyecto fue cancelado en abril de 1970, aunque realizó su último vuelo público el 4 de mayo de 1970 durante la Exhibición Aeroespacial Internacional (ILA) en Hanóver. Uno de los factores que llevaron a la cancelación era la poca aerodinámica y el gran peso de las góndolas de motores de elevación que reducían la carga útil y alcance de la aeronave en comparación con un avión de transporte convencional.

## Supervivientes
Los dos prototipos que tenían capacidad para volar están preservados en Alemania, el destino y actual ubicación del otro ejemplar, el banco de pruebas E2, no se conoce.
- Dornier Do 31 E1, D-9530, está preservado y expuesto en el Dornier Museum en Friedrichshafen.[4]
- Dornier Do 31 E3, D-9531, inicialmente fue almacenado en Oberpfaffenhofen y actualmente está expuesto en el Deutsches Museum en Schleissheim, cerca de Múnich.[5]

## Especificaciones (Do 31E)
Referencia datos: "The Observers Book of Aircraft"

### Características generales
- Tripulación: 2
- Capacidad: 36 soldados o 24 camillas para heridos
- Longitud: 20,53 m
- Envergadura: 18 m
- Altura: 8,53 m
- Superficie alar: 57 m²
- Peso cargado: 22.453 kg
- Peso útil: 3.500 kg
- Peso máximo al despegue: 27.422 kg
- Planta motriz: 

  - 2× Turbofán de empuje vectorial Rolls-Royce Pegasus BE.53/2, 68,95 kN (15.500 lbf) cada uno
  - 8× Turborreactores de empuje vertical Rolls-Royce RB162-4D para elevación, 19,57 kN (4.400 lbf) cada uno.

### Rendimiento
- Velocidad máxima operativa (Vno): 730 km/h
- Velocidad crucero (Vc): 650 km/h
- Alcance: 1.800 km a plena carga
- Techo de vuelo: 10.700 m
- Régimen de ascenso: 19,2 m/s empleando solo los motores Pegasus

### Aeronaves similares
- Armstrong Whitworth AW.681